# All Asian Society

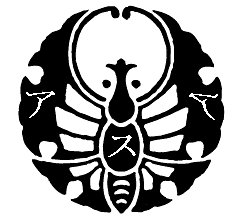
Logo der all asian society seit 1999 im Stile eines japanischen Mon

Die all asian society (aas, jap. アアス, a a su) wurde 1995 als „Arbeitsgemeinschaft Japanisch“ aus dem „Sprachkreis Japanisch“ an der Universität des Saarlandes gegründet. Obwohl sie einige Merkmale des couleurstudentischen Brauchtums kennt, handelt es sich nicht um eine Verbandsgründung. Ihr selbstgestecktes Aufgabenfeld umfasst die Vermittlung von Wissen um Geschichte, Kultur und Sprache Chinas, Japans, Thailands und Vietnams. Der Schwerpunkt liegt aber erkennbar noch immer auf Japan.

## Geschichte
1996 wurden die ersten Schrift- und Sprachkurse in Japanisch durchgeführt. Der Teilnehmerkreis war auf Studenten der Universität des Saarlandes beschränkt. 1997 wurde die Arbeitsgemeinschaft auf die Bereiche China und Thailand ausgeweitet, nachdem neue Mitglieder aus der Universität Trier hinzukamen. Erste korrespondierende Mitgliedschaften im Ausland wurden erfasst, die die Grundlage der heutigen Austauschprogramme bildeten.
1998 wurde die Arbeitsgemeinschaft in „Arbeitsgemeinschaft Asien“ umbenannt. Neben dem Dies academicus wurden auch alle anderen Veranstaltungen für Nicht-Mitglieder geöffnet. Ende 1999 wurde mit Hinblick auf die hohe Zahl nicht-deutscher und somit korrespondierender Mitglieder die „Arbeitsgemeinschaft Asien“ in die aktuelle Bezeichnung all asian society bei der Mitgliedervollversammlung in Trier gewandelt. Seit dem Jahre 2000 bietet die aas, bzw. vielmehr die Mitglieder, zahlreiche Kurse in asiatischen Sprachen und Kulturveranstaltung. Meist in Zusammenarbeit mit Volkshochschulen und anderen Bildungsträgern.
Die aas verfolgt keine wirtschaftlichen Ziele. Seit 2007 steht die aas auch Nicht-Akademikern offen. Die Hauptgebiete für Veranstaltungen der aas sind in Deutschland Berlin, Köln, Merzig, Saarbrücken sowie Saarlouis.

## Leitspruchsazare ishi no iwao to narite
Auf den studentischen Ursprung der all asian society weist noch das Leitmotiv kuromidou sazare ishi no iwa to narite (jap. 黒味銅細石の巌となりて, dt. „bis es zum schwarzen Kupfersteinfelsen wird“), aus der japanischen Nationalhymne Kimi Ga Yo, hin. „Bis Stein zum Felsen wird“ – es entspricht dem klassischen Verbindungswunsch ad multos annos.

## Tätigkeitsfelder
Als Tätigkeitsfelder gibt die aas in der Jahresbroschüre 2019 und auf ihrer Website wie folgt an:
- Austausch von historischen und kulturellen Fakten; Kurse in der Regel kostenlos zu besuchen.
- Sprachkurse in Chinesisch, Japanisch[2], Thailändisch und Vietnamesisch
- Unterstützung von Mitgliedern bei Studienaufenthalten im asiatischen Bereich (Kontaktvermittlung, Visabeantragung und sonstige Informationen)
- Organisation von Gastvorträgen
- Organisation und Durchführung von Sprachzertifikaten als Kooperationspartner für und mit anderen Bildungsträgern[3]
- Organisation von Gastvorträgen und -veranstaltungen. Hierzu zählen auch die Ausstellung des japanischen Kalligraphiekünstlers Ito 2006/07/11/16 in Köln sowie dessen Künstlergruppe[4][1]
- Herstellung und Vertrieb von Lehrwerken für die eigenen Kurse, wobei das Ziel wie folgt definiert ist: für Schüler erschwingliche Preise, aber trotzdem ein Peer-Review zur Qualitätssicherung[5].
- Betrieb von Handapparaten mit dem Ziel der späteren Zusammenführung und des Ausbaus zu einer freien Präsenzbibliothek für asiatische Materialien
- Betrieb von Handapparaten mit dem Ziel der späteren Zusammenführung und des Ausbaus zu einer freien Präsenzbibliothek für asiatische Materialien. Mit dem Open Access Point des Mitgliederbereiches besteht seit 2017 eine elektronische Datenbank mit Zugriff auf rund 200 Werke und etwas mehr als tausend Einzelschriften.

Ständige Tätigkeitsbereiche:
- Hauptansprechpartner für die T.JL E-Learning-Plattform der Societé France-Japon im Raum SaarLorLux und Rheinland-Pfalz
- Haupt-Lizenzgeber und technischer Ansprechpartner für die E-Learning-Umgebung クリック (jap.; deutsch: Klick, Mausklick) für alle höheren T.JL Level der Societé France-Japon. Das Basismodul wurde 2005 von dem damaligen Andreas Neumann (aas) und K. Kobayashi (SFJ) entwickelt. Letzterer zeichnete auch für die Pflege der TJL-Sprachdateien verantwortlich.
- Weiterentwicklung des Standardlehrwerkes für aas Kurse[6]
- Weiterentwicklung der kostenlosen Windows Software[7]: Kana Trainer. First Release (interne Bezeichnung 1stR): 2000, 2ndR: 2002, 3rdR: 2006. Die Entwicklung endete mit der 3rdR, seitdem wird nur noch auf die Lauffähigkeit hin überprüft. Im Mitgliederbereich gibt es die eTutoren für Chinesisch, Japanisch, Thai zum Erlernen der Vokabel, die für das Windows-Betriebssystem ausgelegt sind. Und einer ständigen Pflege unterliegen.
- Pflege des Online-Lexikons für Japanisch mit etwas mehr als 360.000 Begriffen
- Pflege der Webdienste LengTian (chinesisches Wörterbuch; ca. 64.000 Einträge) und Samui (japanisches Wörterbuch; ca. 45.000 Einträge)
- Pflege der kostenlos herunterladbaren T.JL-Sprachdatei mit rund 40.000 Kanji. Aufbau: Kanji – Romaji – Englisch, Format: XML, Version: 4.002
- Pflege der kostenlos herunterladbaren Sprachdatei Chinesisch-Englisch mit rund 30.000 Einträgen, Format: XML, Version: 3.014

Die Kooperationspartner sind je nach Tätigkeitsgebiet wechselnd. Um einige zu benennen: Muttersprachliche Seelsorge des Erzbistums Köln (Deutschland), das St. Paul Institute of Educational Technology (USA), Institut für Recht Kyūshū (Japan), I4NE (Osaka, Japan).

## Vorsitzende und Ehrenmitglieder
Vorsitzende
- 1996 bis 1999 André Fourty (SFJ)

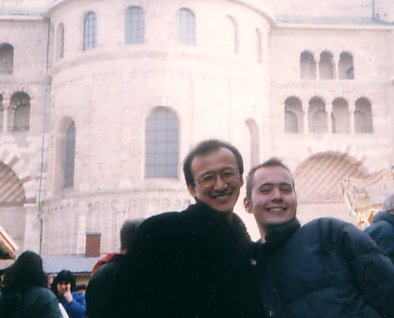
1. und 2. Vorsitzender; Akira Kobashi und Andreas Neumann am aas Gründungstag in Trier

- 1999 bis 2007 Andreas Neumann (aas)
- seit 2007 Claire Easton (SFJ)

Ehrenmitglieder
- Peter Konstroffer; ehemaliger Bundesvorsitzender des Christlichen Gewerkschaftsbundes[8]
- Akira Kobayashi; Président SFJ, ehemaliger Vizepräsident 'Japan Connection'
- André Fourty; Vizepräsident SJF
- Hiroshi Kageyama; Geschäftsführer I4NE
- Marian S. Hendrickson; stv. Leiterin StP IET
- Pater Koichi Hamaguchi

## Statistische Daten
- Gehaltene Unterrichtseinheiten im Bereich Fremdsprachen direkt durch die aas in den Jahren 2000–2006: 1400 UE[9], ergänzt 9568 gehaltene UE[10] Unterrichtseinheiten im Bereich Fremdsprachen bei Kooperationspartnern
- Ende 2019 wies die AAS jährlich 1.200-1.500 UE/Jahr, ergänzt um 8.000-11.000 UE bei Kooperationspartnern und Drittanbietern aus.
- Mitgliedszahlen[11][1] soweit bekannt:
  - Deutschland – aktive Mitgliedschaften: 537
  - Deutschland – passive Mitgliedschaften: 3.412
  - korrespondierende Mitglieder: ca. 1.600